# 扬·科拉尔
扬·科拉尔（捷克語：Ján Kollár，1793年7月29日—1852年1月24日）是斯洛伐克诗人、学者（语言学家、考古学家），泛斯拉夫主義的代表人物之一。

## 生平
出生于莫绍夫采。曾在匈牙利王国布拉迪斯拉发信義宗教会学校学习，1817年考入耶拿大学。1817年10月出席了瓦尔特堡学生会议，为后来的泛斯拉夫主義思想奠定了基础。
1819年毕业后，他在佩斯为当地斯洛伐克信義宗居民当牧师。从1849年开始，他成为维也纳大学的斯拉夫考古学教授，直至去世，被埋葬在维也纳中央公墓。1904年5月，他的遗体被转葬至布拉格。
1974年，人们在他的出生地莫绍夫采的原糧倉建立了一座纪念博物馆。这是唯一遗留下来的建筑，其他的木制房间已经于1863年8月16日在大火中烧毁。2009年又进行了模拟重建。

## 作品
他用捷克文写作，著有反映各斯拉夫民族相互支持的著名诗集《斯拉瓦的女儿》（Slávy Dcera）。其他作品包括：政论文章《论斯拉夫人语言规范间的相关性》（1837年）、《关于必须建立捷克人、摩拉维亚人和斯洛伐克人的统一标准语的呼声》；与沙法日克等诗人共著《匈牙利的斯拉夫各族人民诗歌集》。他还编写过《文选》和《拼音课本》。

## 图集

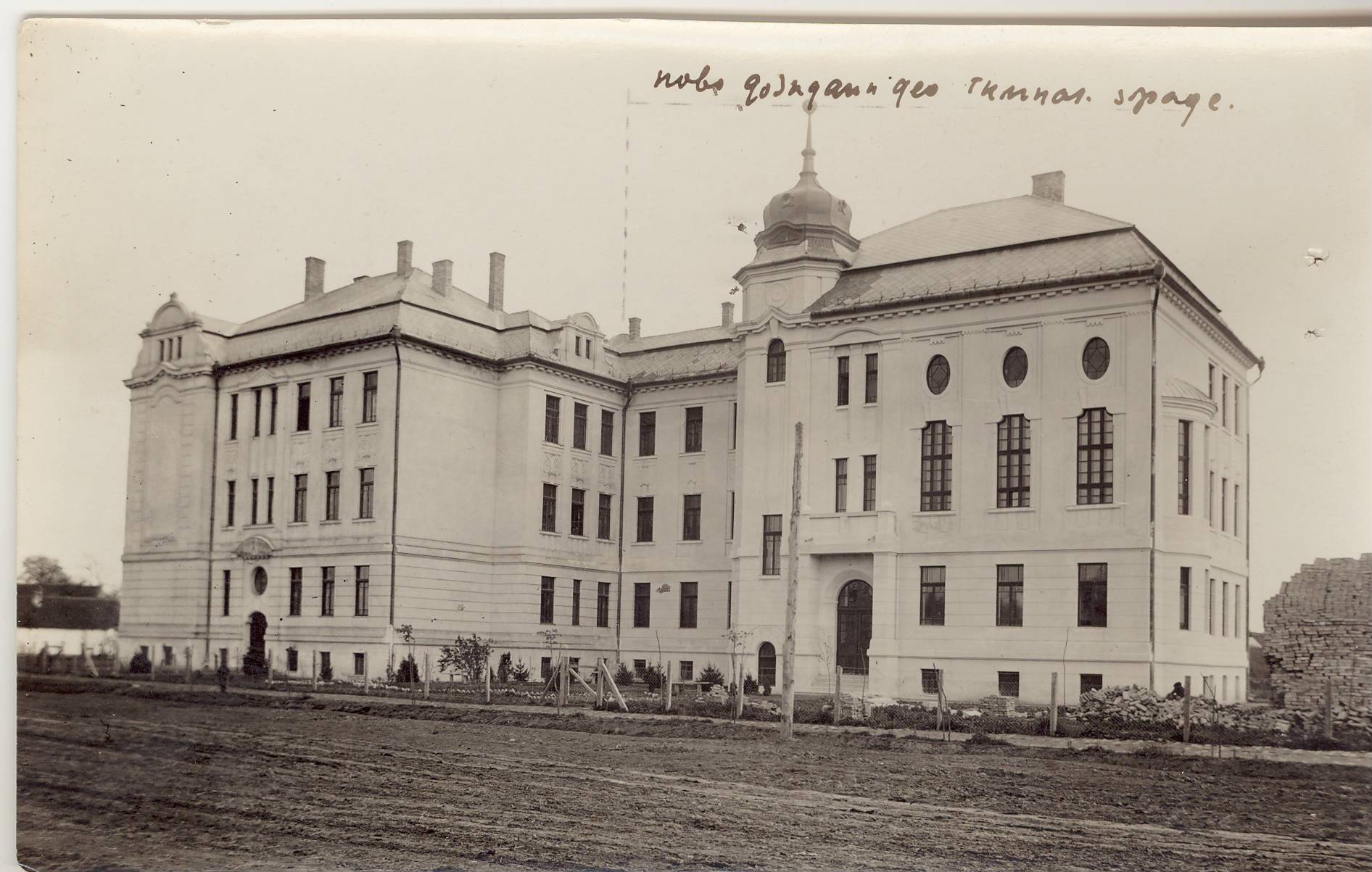
以扬·科拉尔命名的巴奇基彼得羅瓦茨体育馆
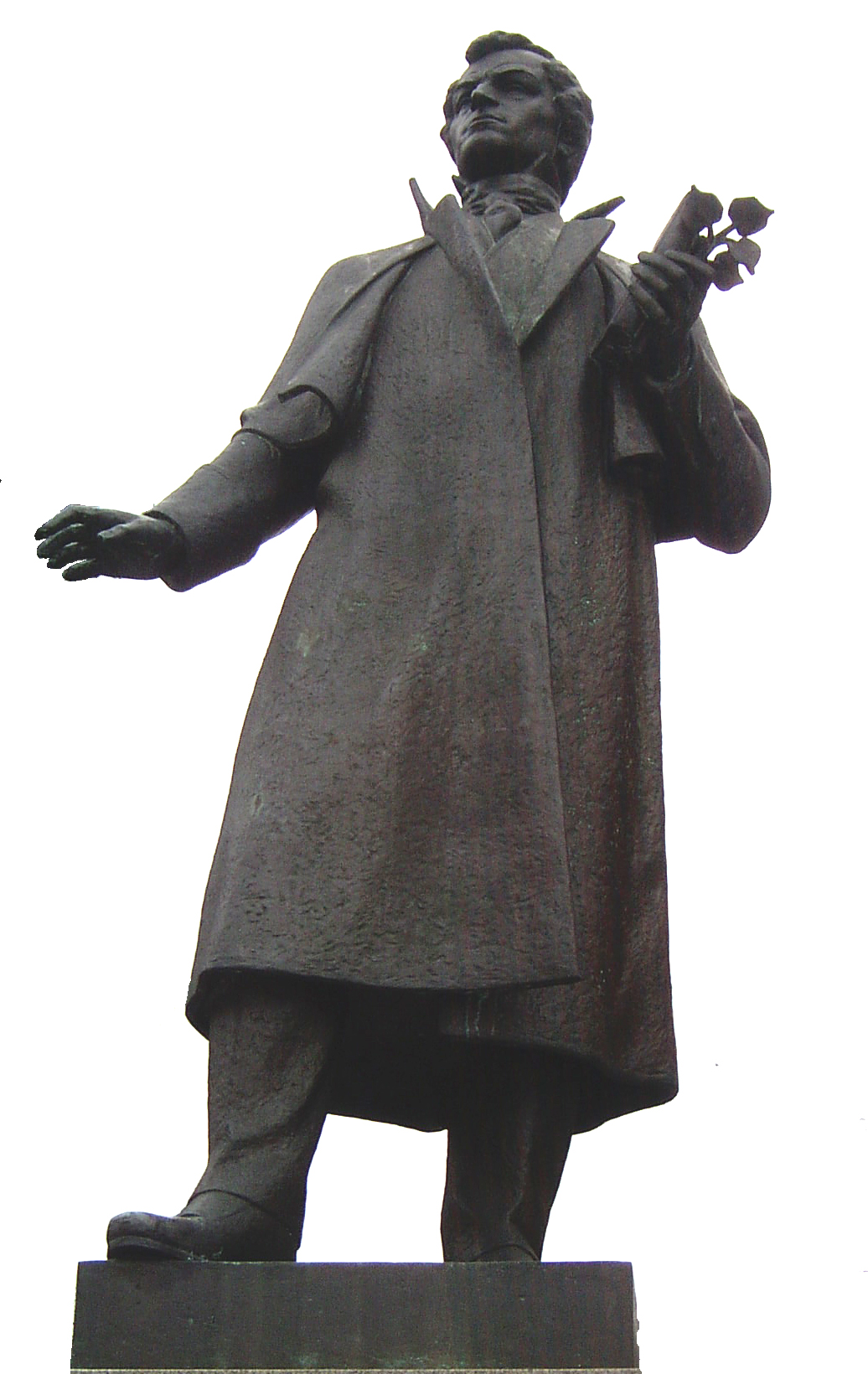
位于莫绍夫采的雕像
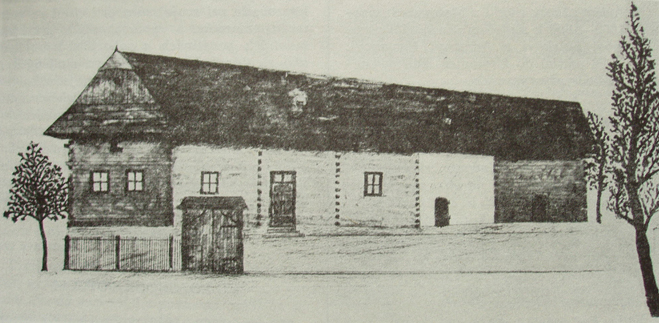
出生地
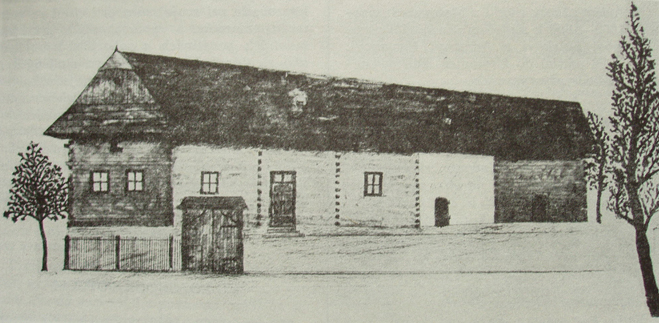
出生地
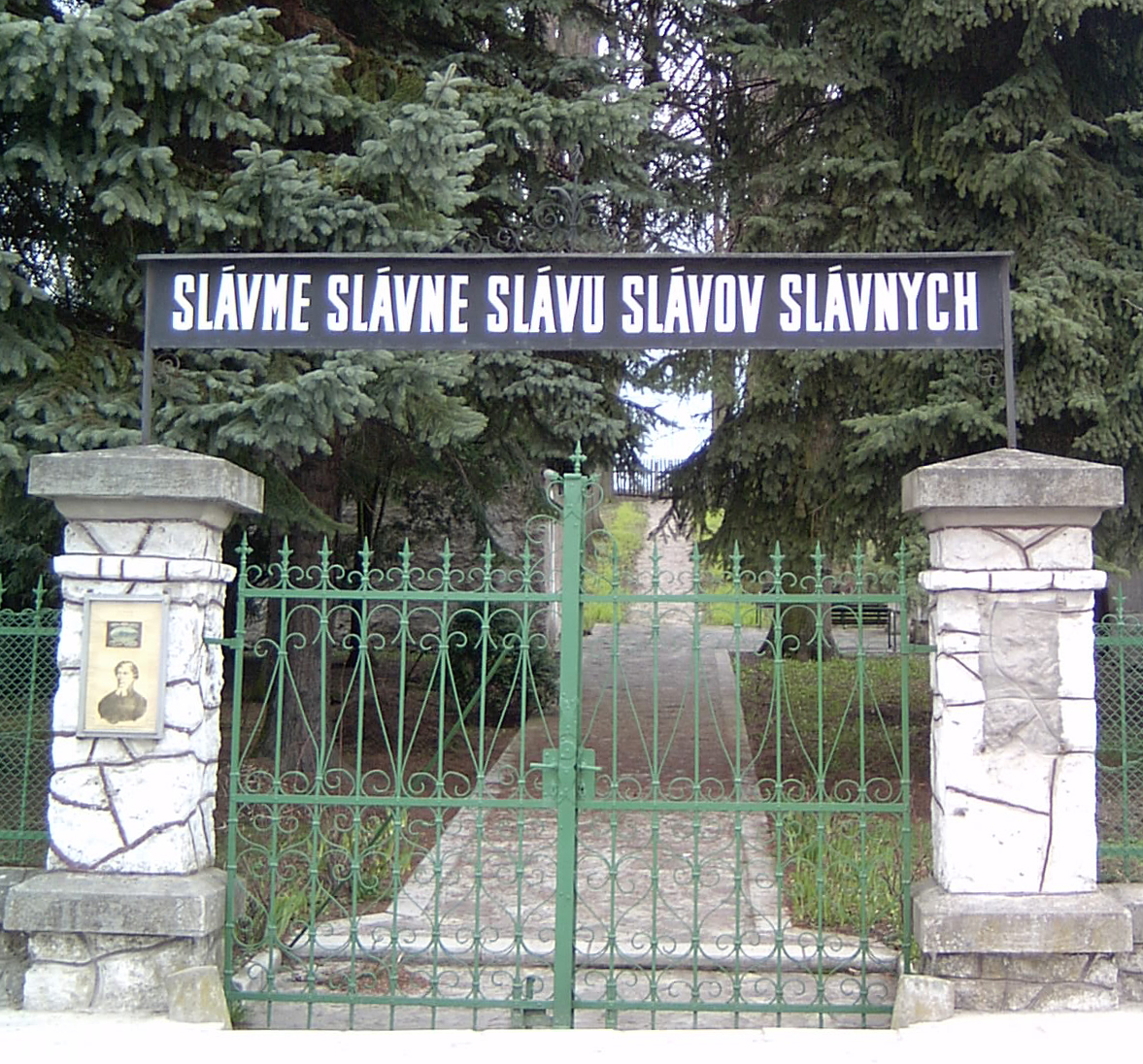
铭文
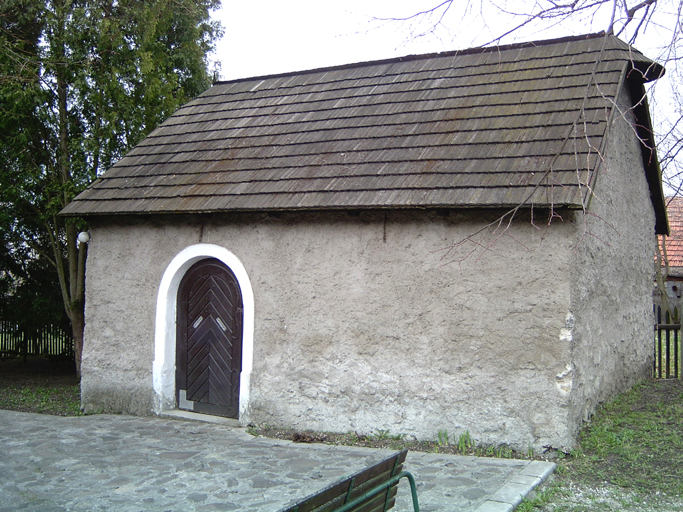
博物馆